# Torri Higginson
Torri Higginson (Burlington, Ontario, 6 december 1969) is een Canadees actrice.

## Biografie
Higginson werd geboren in Burlington, een stad nabij Toronto. Ze studeerde in Engeland aan de Guildhall School of Music and Drama. Haar jongere broer Luke Higginson is de zanger van de Indierockband Debaser.

## Carrière
In 1994 speelde Higginson in de sciencefictionserie Tekwar en in drie Tekwar(televisie)films. In 1996 had ze de rol van Mary in de negenvoudig Oscar-winnende film The English Patient. In de Canadese dramaserie The City, die in 1999 en 2000 liep, speelde ze de hoofdrol van de show.
In 2004 nam ze de rol van Dr.Elizabeth Weir over van Jessica Steen in de televisieserie Stargate SG-1. Toen in 2004 de spin-offserie Stargate Atlantis van start ging, hernam ze de rol van Elizabeth Weir, deze keer als een van de hoofdpersonages van de show. Ze bleef er 3 seizoenen tot ze in het vierde seizoen, waar ze nog in enkele afleveringen te zien was, vervangen werd door Amanda Tapping, die met haar personage Samantha Carter de overstap maakte naar Stargate Atlantis, nadat Stargate SG-1 was afgelopen.

## Filmografie
- Biblioteca Nacional de España: XX4883993
- Bibliothèque nationale de France: cb141870127 (data)
- International Standard Name Identifier: 0000 0001 1933 6020
- Library of Congress Control Number: no2005087883
- Nationale Bibliotheek van Polen: a0000001279968
- Virtual International Authority File: 34667683
- WorldCat: E39PBJmP9wwqbDxBqghGMrryVC